# Hans Ryffel (Rechtsphilosoph)
Hans Ryffel (* 27. Juni 1913 in Bern; † 30. September 1989 in Thun) war ein Schweizer Rechtsphilosoph und Hochschullehrer.

## Leben
Ryffel studierte Rechtswissenschaften und Philosophie und wurde Fürsprecher. 1943 promovierte er über das Naturrecht an der Universität Bern. Sein akademischer Lehrer war Carlo Sganzini, dessen Werke er postum unter dem Titel Ursprung und Wirklichkeit herausgab. Die wissenschaftliche Einordnung der Werke Sganzinis wurde 1951 als Habilitationsschrift angenommen. Von 1938 bis 1962 arbeitete Ryffel im Eidgenössischen Volkswirtschaftsdepartement und wurde Vizedirektor des Bundesamts für Industrie, Gewerbe und Arbeit. 1951 wurde er Privatdozent für Philosophie an der Universität Bern und war von 1962 bis 1979 als Nachfolger Arnold Gehlens Ordinarius für Rechts- und Sozialphilosophie sowie Soziologie an der Hochschule für Verwaltungswissenschaften in Speyer, zwischenzeitlich auch deren Rektor. Sein Nachlass befindet sich in der Burgerbibliothek Bern.

## Werke (Auswahl)
- Das Naturrecht. Ein Beitrag zu seiner Kritik und Rechtfertigung vom Standpunkt grundsätzlicher Philosophie. Lang & Co., Bern 1944.
- Philosophie und Leben. Antrittsvorlesung (= Berner Universitätsschriften. 9). Bern 1953.
- Grundprobleme der Rechts- und Staatsphilosophie. Philosophische Anthropologie des Politischen. Luchterhand, Neuwied/Berlin 1969.
- Rechtssoziologie. Eine systematische Orientierung. Luchterhand, Neuwied/Berlin 1974, ISBN 978-3-472-11036-1.
- Bemerkungen zum Status der Verwaltungswissenschaft (= Speyerer Arbeitshefte. 9). Speyer 1976.